# Зандам
Зандам (нидерл. Zaandam; ранее также Saenredam, Saardam и Zaardam; по-русски чаще назывался Саардам) — город на западе Нидерландов, в провинции Северная Голландия, административный центр общины Занстад. Входит в агломерацию Рандстад.
Город расположен на обоих берегах реки Зан, недалеко от Северного морского канала. Название происходит от комбинации слов Zaan 'Зан (название реки)' и dam 'дамба'.
Крупнейший населённый пункт общины Занстад (81 465 чел. на 1 января 2024 года).

## История

### Промышленный расцвет (XVII—XIX века)
В «Золотой век» (XVII-XVIII вв.) регион реки Зан стал центром мощной промышленной зоны и сыграл ключевую роль в первой промышленной революции. Сотни ветряных мельниц пилили древесину из Скандинавии, Прибалтики и Германии. Древесина использовалась в основном для судостроения — в тот период в Зандаме действовало около 50 верфей, строивших десятки морских судов в год. Поскольку верфи располагались на реке Биннензаан, на дамбе Хогендам был построен крупнейший в мире волок для переправки кораблей на реку Ворзаан.
Помимо лесопильных, работали и другие мельницы: крупяные, бумажные, маслобойные, красочные, табачные, мельницы для специй и сукновальные. Начиная примерно с 1850 года, энергию ветра стала постепенно вытеснять паровая.
В XVII и XVIII веках регион также был тесно связан с китобойным промыслом. Это нашло отражение в гербе общины Занстад, где в качестве щитодержателей изображены два кита.

### Пребывание Петра I
Зандамское кораблестроение было известно по всей Европе. В 1697 году в Саардаме (как тогда назывался Зандам) некоторое время жил и изучал корабельное дело русский царь Пётр I, инкогнито работая плотником на местной судоверфи. Позже он посетил город ещё раз в 1717 году.
Дом, в котором царь прожил неделю в августе 1697 года, сохранился до наших дней. В XIX веке для защиты исторического здания от разрушения над ним был возведён павильон. В настоящее время это музей «Домик Петра I».
В 1911 году в городе был установлен подарок от императора Николая II — памятник царю-плотнику работы скульптора Л. А. Бернштама. В 1996 году копия этого памятника была установлена на Адмиралтейской набережной в Санкт-Петербурге.

### Наполеоновская эпоха: статус города и восстание
21 октября 1811 года император Наполеон Бонапарт подписал указ об объединении поселений Остзандам и Вестзандам. С 1 января 1812 года объединённое поселение получило официальный статус города под названием Зандам.
В 1813 году город стал центром Зандамского восстания. После разгрома Великой армии в России Наполеон объявил дополнительный призыв в Национальную гвардию, что вызвало недовольство местных жителей, уже страдавших от ограничений французских властей. 21 апреля 1813 года в городе вспыхнул бунт против принудительной записи в армию. Восстание было жестоко подавлено: генерал-губернатор Шарль-Франсуа Лебрен направил в Зандам войска и одиннадцать канонерских лодок. Лидеры повстанцев были арестованы, и после короткого военного суда шесть человек были расстреляны. Спустя 100 лет их имена были увековечены в Национальном монументе на Площади 1813 в Гааге.

### Индустриализация XIX—XX веков
В XIX и XX веках Зандам оставался важным промышленным центром. Вплоть до второй половины XX века он был крупным портом по обработке и экспорту древесины. В городе располагались деревообрабатывающие предприятия компаний William Pont и Bruynzeel.
Зандам также прославился своей промышленностью по переработке какао. Компания Verkade и по сей день является одной из ведущих шоколадных фабрик Нидерландов. Кроме того, на протяжении всего XX века в городе действовало предприятие Artillerie-Inrichtingen, производившее огнестрельное оружие и боеприпасы для голландской армии и Королевской голландской ост-индской армии.

### Новейшая история
21 августа 1971 года в Зандаме был открыт первый в Европе ресторан сети «Макдоналдс».
До 1974 года Зандам был отдельной общиной, после чего вошёл в состав новообразованной общины Занстад. С 14 ноября 2011 года Зандам является её главным городом и административным центром.
С 2008 года в центре Зандама реализуется масштабный проект реконструкции под названием Inverdan. В рамках проекта была расширена торговая зона, построены новые жилые дома, а в январе 2012 года открыта новая ратуша. Мировую известность получил открытый в марте 2010 года отель Inntel Hotel Zaandam благодаря своему уникальному дизайну, имитирующему традиционные занские дома.

## Климат
Зандам находится в зоне умеренного климата, с большим влиянием моря. В городе преобладают северо-западные ветра, часто случаются шквалистые порывы и шторма.
В зимний период температура редко падает ниже 0 °C, заморозки случаются при перемещении холодных воздушных масс из Скандинавии и Восточной Европы. Лето в городе чаще тёплое, чем жаркое. Среднегодовая сумма осадков составляет 760 мм, при этом их большая часть приходится на период с марта по октябрь.
| Показатель                                                     | Янв. | Фев. | Март  | Апр.  | Май   | Июнь  | Июль  | Авг.  | Сен.  | Окт.  | Нояб. | Дек. | Год  |
| -------------------------------------------------------------- | ---- | ---- | ----- | ----- | ----- | ----- | ----- | ----- | ----- | ----- | ----- | ---- | ---- |
| Средний суточный максимум, °C                                  | 6,2  | 6,9  | 10,1  | 14,3  | 17,8  | 20,3  | 22,5  | 22,4  | 19,2  | 14,7  | 10,0  | 6,9  | 14,3 |
| Средняя температура, °C                                        | 3,8  | 4,1  | 6,5   | 9,8   | 13,3  | 16,0  | 18,1  | 18,0  | 15,1  | 11,3  | 7,4   | 4,6  | 10,7 |
| Средний суточный минимум, °C                                   | 1,2  | 1,0  | 2,8   | 5,2   | 8,6   | 11,3  | 13,5  | 13,4  | 11,0  | 7,7   | 4,5   | 1,9  | 6,8  |
| Среднее число солнечных часов в месяц                          | 69,0 | 94,3 | 146,0 | 197,7 | 230,7 | 217,2 | 225,4 | 203,5 | 154,2 | 116,9 | 66,8  | 58,2 | 1780 |
| Норма осадков, мм                                              | 67   | 55   | 52    | 40    | 54    | 65    | 82    | 99    | 84    | 87    | 85    | 82   | 850  |
| Средняя влажность, %                                           | 88   | 85   | 80    | 75    | 74    | 76    | 77    | 78    | 82    | 85    | 89    | 89   | 82   |
| Источник: Королевский нидерландский метеорологический институт |      |      |       |       |       |       |       |       |       |       |       |      |      |

## Транспорт
В городе начинается нидерландская автострада , которая, проходя по провинции Северная Голландия (города Пюрмеренд и Хорн), дамбе Афслёйтдейк и далее — провинциям Фрисландия (города Снек, Херенвен, Драхтен) и Гронинген, ведёт в Германию.
В городе расположены две железнодорожные станции — Зандам и
Зандам-Когервелд.

## Известные уроженцы и жители
- Санредам, Ян Питерсзон (1565–1607) — гравёр; уроженец Зандама
- Блекер, Питер (1819–1878) — медик и ихтиолог, известен своим трудом о рыбах Индонезии («Atlas Ichthyologique des Orientales Neerlandaises», 1862–1877); уроженец Зандама
- Мауве, Антон (1838–1888) — художник-пейзажист; уроженец Зандама
- Эйкман, Христиан (1858–1930) — врач-патолог, лауреат Нобелевской премии по физиологии и медицине (1929); переехал в Зандам младенцем
- Хейн, Альберт (1927–2011) — предприниматель; уроженец Зандама
- Кее, Пит (род. 1927) — органист, композитор и музыкальный педагог; уроженец Зандама
- Хеллинг, Дик (1950–2018) — футболист (полузащитник); уроженец Зандама
- Реп, Джонни (род. 1951) — футболист (правый крайний полузащитник); уроженец Зандама
- Куман, Эрвин (род. 1961) — футболист и тренер, старший брат Роналда Кумана; уроженец Зандама
- Куман, Роналд (род. 1963) — футболист, дважды удостоенный звания футболиста года в Нидерландах, самый результативный защитник в истории мирового футбола (193 гола в 533 матчах), тренер; уроженец Зандама
- Клюйверт, Джастин (род. 1999) — футболист; уроженец Зандама

## Города-побратимы
- Булонь-Бийанкур
- Конья

## Галерея

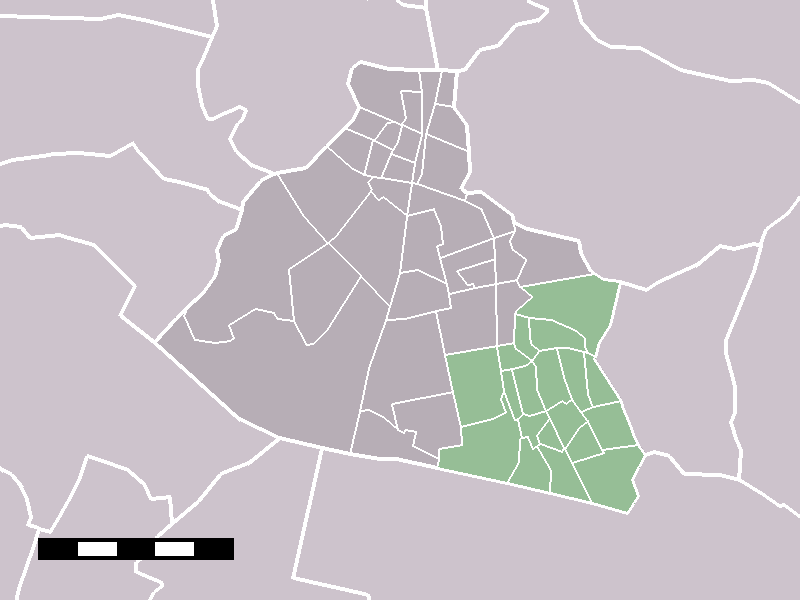
Зандам на территории общины Занстад
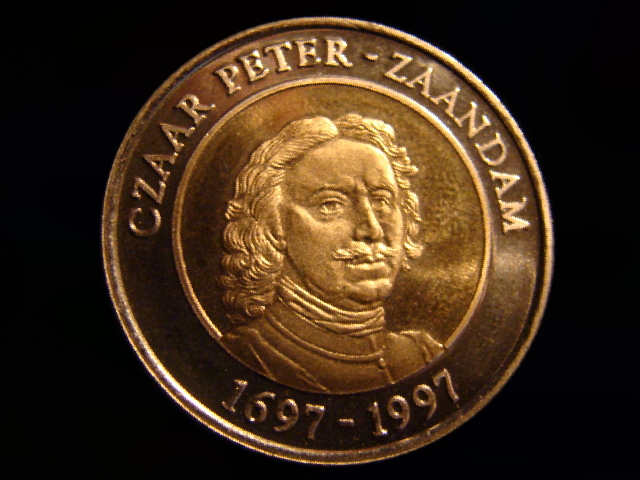
Памятная монета к 300-летию пребывания Петра I в Зандаме (1997)
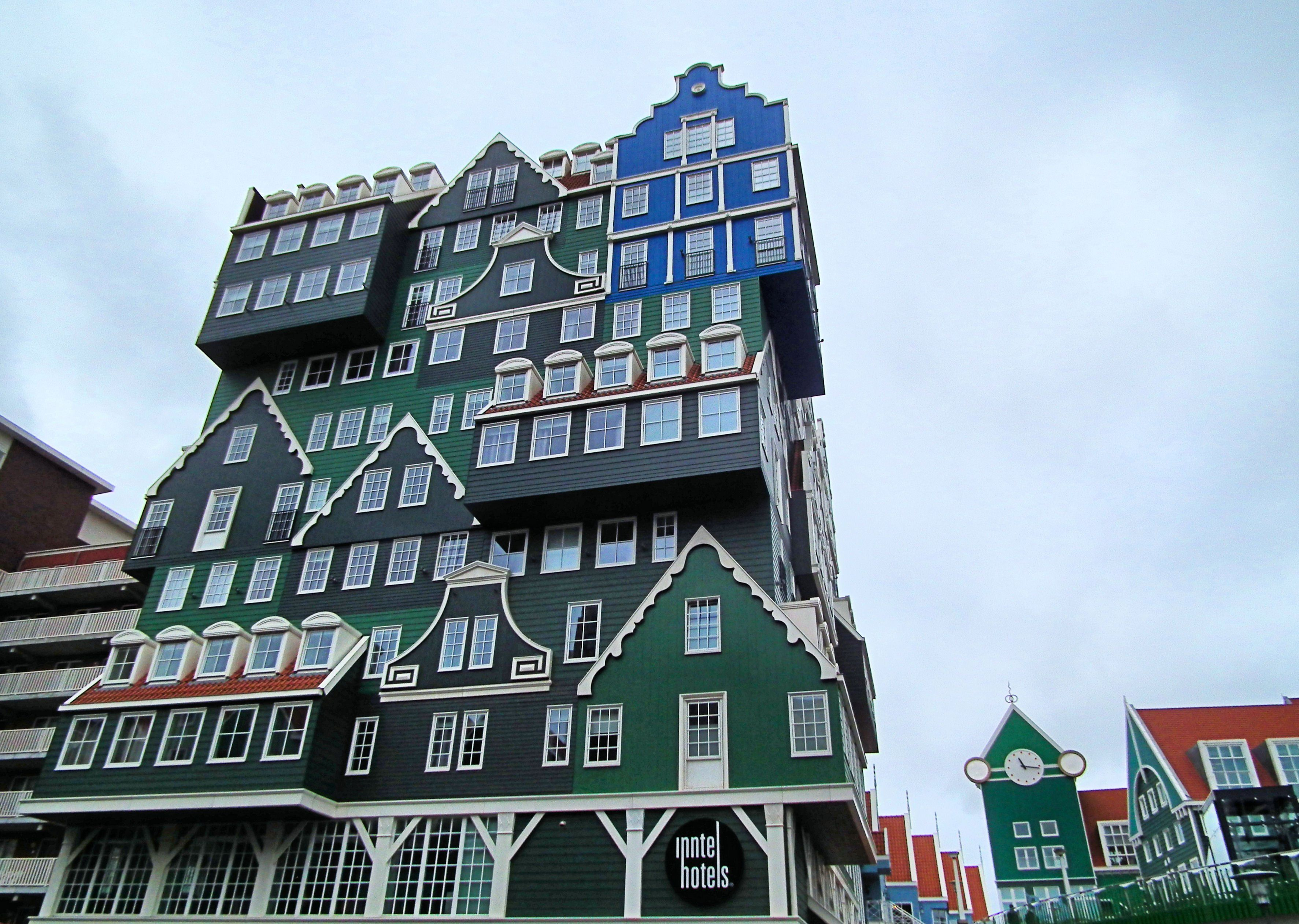
Отель Inntel - современная достопримечательность Зандама
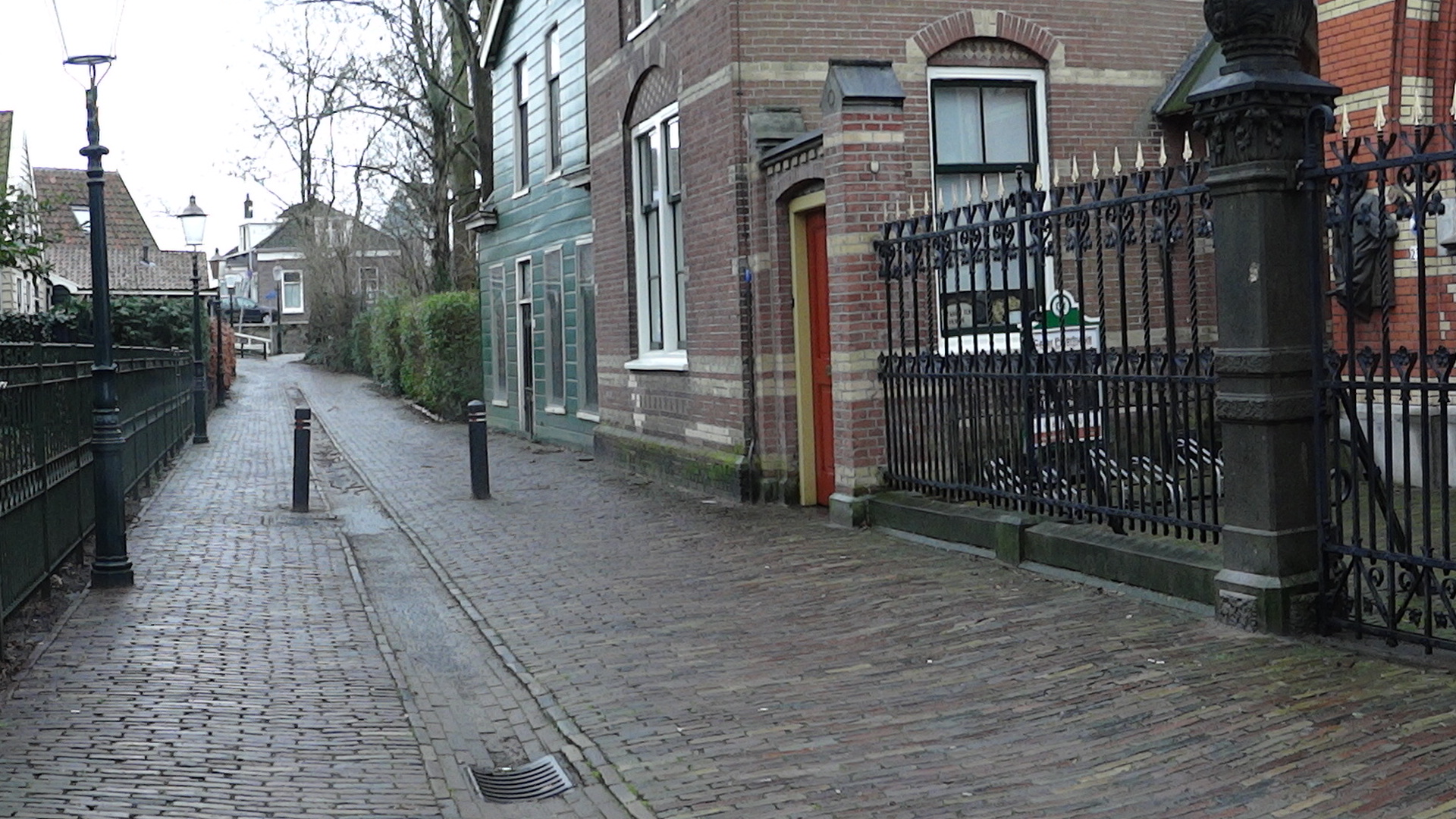
Дом-музей Петра I в Зандаме